# Amt Stavenhagen
Im Amt Stavenhagen mit Sitz in der Stadt Stavenhagen sind 13 Gemeinden zur Erledigung ihrer Verwaltungsgeschäfte zusammengeschlossen. Das Amt liegt im Landkreis Mecklenburgische Seenplatte in Mecklenburg-Vorpommern (Deutschland).
Das Amt entstand am 1. Januar 2005 durch die Fusion der vormals amtsfreien Stadt Stavenhagen mit dem ehemaligen Amt Stavenhagen-Land.

## Die Gemeinden mit ihren Ortsteilen
- Bredenfelde
- Briggow mit Sülten
- Grammentin
- Gülzow
- Ivenack mit Goddin, Grischow, Markow, Weitendorf und Zolkendorf
- Jürgenstorf mit Krummsee, Rottmannshagen und Voßhagen
- Kittendorf mit Bauernreihe, Clausdorf, Mittelhof und Oevelgünde
- Knorrendorf mit Friedrichsruh, Gädebehn, Kastorf und Kleeth
- Mölln mit Buchholz, Groß Helle, Klein Helle, Lüdershof und Wrodow
- Ritzerow mit Galenbeck und Wackerow
- Rosenow mit Karlshof, Luplow, Schwandt, Tarnow und Voßfeld
- Stavenhagen mit Amtsbrink, Basepohl, Klockow, Kölpin, Neubauhof, Pribbenow und Wüstgrabow
- Zettemin mit Carlsruhe und Rützenfelde

## Politik

### Wappen, Flagge, Dienstsiegel
Das Amt verfügt über kein amtlich genehmigtes Hoheitszeichen, weder Wappen noch Flagge. Als Dienstsiegel wird das kleine Landessiegel mit dem Wappenbild des Landesteils Mecklenburg geführt. Es zeigt einen hersehenden Stierkopf mit abgerissenem Halsfell und Krone und der Umschrift „AMT STAVENHAGEN“.

## Belege
1. ↑  Statistisches Amt M-V – Bevölkerungsstand der Kreise, Ämter und Gemeinden 2023 (XLS-Datei) (Amtliche Einwohnerzahlen in Fortschreibung des Zensus 2022) (Hilfe dazu).
2. ↑  Hauptsatzung § 1 Abs.2